# Osedax mucofloris
Osedax mucofloris es una especie de poliquetos batipelágicos de los que se ha publicado que se nutren de los huesos de ballenas muertas. Traduciendo su nombre de la mezcla de griego y latín usada en los nombres científicos, "Osedax mucofloris" significa literalmente "flor mucosa comedora de huesos", aunque la traducción menos precisa "gusano flor mucosa comedora de huesos" parece ser la forma usada en realidad. La especie se encuentra en el noreste del Atlántico donde es abundante.

## Descubrimiento
En octubre de 2003, Adrian y Thomas Dahlgren hundieron los restos de una ballena Minke que había muerto al quedar varada en la costa. Luego estudiaron la fauna que habitaba en el cadáver en descomposición. En agosto de 2004, los científicos estudiaron un hueso de la carcasa de la ballena y se sorprendieron al encontrar esta especie de gusano marino del género Osedax del que se pensaba que sólo existiría en un ambiente de aguas profundas.
El lugar donde se descubrió es uno de los ambientes marinos mejor estudiados del planeta, el entorno de aguas poco profundas del Mar del Norte.